# U-224
Unterseeboot 224 foi um submarino alemão do Tipo VIIC, pertencente a Kriegsmarine que atuou durante a Segunda Guerra Mundial.

## Comandantes
| Comandante              | Data                                        |
| ----------------------- | ------------------------------------------- |
| Oblt. Hans-Karl Kosbadt | 20 de junho de 1942 - 13 de janeiro de 1943 |

## Subordinação
Durante o seu tempo de serviço, esteve subordinado às seguintes flotilhas:
| Período                                       | Flotilha                                  |
| --------------------------------------------- | ----------------------------------------- |
| 20 de junho de 1942 - 31 de outubro de 1942   | 5. Unterseebootsflottille (treinamento)   |
| 1 de novembro de 1942 - 13 de janeiro de 1943 | 7. Unterseebootsflottille (serviço ativo) |

## Operações conjuntas de ataque
O U-224 participou das seguinte operações de ataque combinado durante a sua carreira:
- Rudeltaktik Puma (26 de outubro de 1942 - 29 de outubro de 1942)
- Rudeltaktik Natter (30 de outubro de 1942 - 8 de novembro de 1942)
- Rudeltaktik Kreuzotter (8 de novembro de 1942 - 18 de novembro de 1942)